# Famitsū
Famitsū (jap. ファミ通), dawniej Famicom Tsūshin (jap. ファミコン通信) – japoński magazyn poświęcony grom wideo, wydawany przez wydawnictwo Enterbrain i Tokuma. Aktualnie są wydawane pięć wydań magazynu: „Shūkan Famitsū”, „Famitsū PS”, „Famitsū Xbox”, „Famitsū Wii+DS”, i „Famitsū Wave DVD”.
Najbardziej popularnym magazynem o grach wideo na terenie Japonii jest „Shūkan Famitsū”.

## Shūkan Famitsū
„Shūkan Famitsū” skupia się głównie na najnowszych informacjach ze świata gier, jak i również ich recenzjach. Początkowo magazyn znany był jako „Famicom Tsūshin” (jap. ファミコン通信), która pochodziła od nazwy konsoli Nintendo Entertainment System (jap. Family Computer), która dominowała w Japonii w latach osiemdziesiątych. Pierwszy numer magazynu został wydany 6 czerwca 1986, a kolejne numery ukazują się w każdy czwartek z nakładem 500 000 egzemplarzy.

## Pozostałe wydania
Oprócz głównego magazynu Shūkan Famitsū, który zajmuje się tematyką gier ogólnie, wydawane są jeszcze cztery dodatkowe magazyny, w których omawiane są konkretne konsole:
- Famitsū PS (dawniej „PlayStation Tsūshin”) – zajmuje się informacjami o grach z konsoli firmy Sony (aktualnie: PlayStation 2, PlayStation 3 i PlayStation Portable)
- Famitsū Wii+DS – zajmuje się obecnymi konsolami Nintendo: Nintendo DS i Wii. Dawniej to wydanie miało nazwę „Famitsū 64”, a potem „Famitsū Cube”. Czasopisma zajmowały się informacjami o grach z konsoli Nintendo 64 i Nintendo GameCube.
- Famitsū Xbox – zajmuje się grami z konsoli Microsoftu – Xbox oraz Xbox 360.
- Famitsū Wave DVD (jap. ファミ通 Wave DVD) – wydawany jest co miesiąc. Każdy magazyn zawiera płytę DVD, w której zawarte są informacje o grze, takie jak zdjęcia czy filmy. Pierwotnie wydawane było pod nazwą „GameWave DVD”.

## Ocenianie
Każda z gier jest oceniana przez czterech recenzentów, którzy osobno oceniają grę w dziesięciopunktowej skali (od 1 do 10). Następnie wszystkie cztery oceny sumują się. Pomimo iż magazyn istnieje już ponad 20 lat, to tylko niewielu grom udało się uzyskać najwyższy wynik 40/40.

### Najlepiej ocenione gry
Gry, które otrzymały idealny wynik 40/40:
1. The Legend of Zelda: Ocarina of Time[1] (1998, Nintendo, na Nintendo 64)
2. Soulcalibur[2] (1999, Namco, na Dreamcast)
3. Vagrant Story (2000, Square Co., na PlayStation)
4. The Legend of Zelda: The Wind Waker[3] (2003, Nintendo, na Nintendo GameCube)
5. Nintendogs (2005, Nintendo, na Nintendo DS)
6. Final Fantasy XII[4] (2006, Square Enix, na PlayStation 2)
7. Super Smash Bros. Brawl[5] (2008, Nintendo, na Wii)
8. Metal Gear Solid 4: Guns of the Patriots[6] (2008, Konami, na PlayStation 3)
9. 428: Fūsa Sareta Shibuya de (2008, Sega, na Wii)
10. Dragon Quest IX: Sentinels of the Starry Skies (2009, Square Enix, na Nintendo DS)
11. Monster Hunter Tri[7] (2009, Capcom, na Wii)
12. Bayonetta[8] (2009, Sega, na Xbox 360)
13. New Super Mario Bros. Wii (2009, Nintendo, na Wii)
14. Metal Gear Solid: Peace Walker[9] (2010, Konami, na PlayStation Portable)
15. Pokémon Black i White[10] (2010, Nintendo, na Nintendo DS)
16. The Legend of Zelda: Skyward Sword[11] (2011, Nintendo, na Wii)
17. The Elder Scrolls V: Skyrim[12] (2011, Bethesda Softworks, na Xbox 360 i PlayStation 3) (pierwsza gra produkcji nie-japońskiej)
18. Final Fantasy XIII-2[13] (2011, Square Enix, na Xbox 360 i PlayStation 3)
19. Kid Icarus: Uprising[14] (2012, Nintendo, na Nintendo 3DS)
20. Yakuza 5 (2012, Sega, na PlayStation 3)[15]
21. JoJo’s Bizarre Adventure: All Star Battle (2013, Namco-Bandai, na PlayStation 3)[16]
22. Grand Theft Auto V (2013, Rockstar Games, na PlayStation 3 i Xbox 360)[17]
23. Metal Gear Solid V: The Phantom Pain (2015, Konami, na PlayStation 4 i Xbox One)[18]
24. The Legend of Zelda: Breath of the Wild (2017, Nintendo, Nintendo Switch)[19]
25. Dragon Quest XI (2017, Nintendo, na Nintendo Switch)[20]
26. Death Stranding (2019, Kojima Productions, na PlayStation 4)[21]
27. Ghost of Tsushima (2020, Sucker Punch Productions, na PlayStation 4)[22]

Gry, które otrzymały prawie idealny wynik 39/40:
1. The Legend of Zelda: A Link to the Past (1991, Nintendo, na Super Nintendo Entertainment System)
2. Virtua Fighter 2 (1995, Sega, na Sega Saturn)
3. Ridge Racer Revolution (1995, Namco, na PlayStation)
4. Super Mario 64 (1996, Nintendo, na Nintendo 64)
5. Tekken 3 (1998, Namco, na PlayStation)
6. Cyber Troopers Virtual-On Oratorio Tangram (1999, Sega, na Dreamcast)
7. Final Fantasy X (2001, Square Co., na PlayStation 2)
8. Gran Turismo 3: A-Spec (2001, Sony Computer Entertainment, na PlayStation 2)
9. Resident Evil (2002, Capcom, na Nintendo GameCube)
10. Dragon Quest VIII: Journey of the Cursed King[23] (2004, Square Enix, na PlayStation 2)
11. Gran Turismo 4 (2004, Sony Computer Entertainment, na PlayStation 2)
12. Kingdom Hearts II[24] (2005, Square Enix i Buena Vista Games, na PlayStation 2)
13. Metal Gear Solid 3: Subsistence (2005, Konami, na PlayStation 2)
14. Dead or Alive 4 (2005, Tecmo, na Xbox 360)
15. Ōkami (2006, Capcom, na PlayStation 2)
16. The Legend of Zelda: Phantom Hourglass[25] (2007, Nintendo, na Nintendo DS)
17. Grand Theft Auto IV[26] (2008, Rockstar, na Xbox 360 i PlayStation 3)
18. Call of Duty: Modern Warfare 2[27] (2009, Activision, na Xbox 360 i PlayStation 3)
19. Final Fantasy XIII[28] (2009, Square Enix, na PlayStation 3)
20. Red Dead Redemption[29] (2010, Rockstar, na Xbox 360 i PlayStation 3)
21. Naruto Shippuden: Ultimate Ninja Storm 2[30] (2010, Namco Bandai Games, na Xbox 360 i PlayStation 3)
22. Call of Duty: Black Ops[31] (2010, Activision, na Xbox 360 i PlayStation 3)
23. Monster Hunter Portable 3rd[32] (2010, Capcom, na PlayStation Portable)
24. L.A. Noire[33] (2011, Rockstar Games, na Xbox 360 i PlayStation 3)
25. Tales of Xillia[34] (2011, Namco Bandai, na PlayStation 3)
26. Gears of War 3[35] (2011, Epic Games, na Xbox 360)
27. FIFA 12[36] (2011, Electronic Arts, na Xbox 360 i PlayStation 3)
28. Final Fantasy Type-0[37] (2011, Square Enix, na PlayStation Portable)
29. Metal Gear Solid: Peace Walker HD Collection[38] (2011, Kojima Productions, na PlayStation 3)
30. Call of Duty: Modern Warfare 3[39] (2011, Infinity Ward & Sledgehammer Games, na Xbox 360 i PlayStation 3)
31. Resident Evil Revelations[40] (2012, Capcom, na Nintendo 3DS)
32. Tekken Tag Tournament 2[41] (2012, Capcom, na PlayStation 3 i Xbox 360)
33. Resident Evil 6[42] (2012, Capcom, na PlayStation 3 i Xbox 360)
34. Animal Crossing: New Leaf[43] (2012, Nintendo, na Nintendo 3DS)
35. Metal Gear Rising: Revengeance (2013, Konami, na PlayStation 3)[44]
36. Naruto Shippuden: Ultimate Ninja Storm 3 (2013, Namco Bandai Games, na Xbox 360 i PlayStation 3)
37. The Wonderful 101 (2013, Platinum Games, na Wii U)[16]
38. Final Fantasy XIV: A Realm Reborn (2013, Square Enix, na PlayStation 3)[45]\
39. Pokémon X and Y (2013, Nintendo, na WiiU)
40. Ryū ga gotoku ishin! (2014, Sega, na PlayStation 4)
41. Dragon Quest Heroes II: The Twin Kings and the Prophecy’s End (2016, Square Enix, na PlayStation 3 i PlayStation 4)
42. Uncharted 4: Kres złodzieja (2016, Naughty Dog, na PlayStation 4)[46]
43. Persona 5 (2016, Atlus, na PlayStation 3 i PlayStation 4)[47]
44. Yakuza 6 (2016, Sega, na PlayStation 3 i PlayStation 4)[48]
45. Nier: Automata (2017, Square Enix, na PlayStation 4)[48]
46. Super Mario Odyssey (2017, Nintendo, na Nintendo Switch)[49]
47. Monster Hunter: World (2018, Capcom, na PlayStation 4)[50]
48. Red Dead Redemption II (2018, Rockstar Games, na PlayStation 4)[51]
49. Kingdom Hearts III (2019, Square Enix, na PlayStation 4)[52]
50. Final Fantasy VII Remake (2020, Square Enix, na PlayStation 4)[53]
51. The Last of Us Part II (2020, Naughty Dog, na PlayStation 4)[54]